# ポール・サイプル

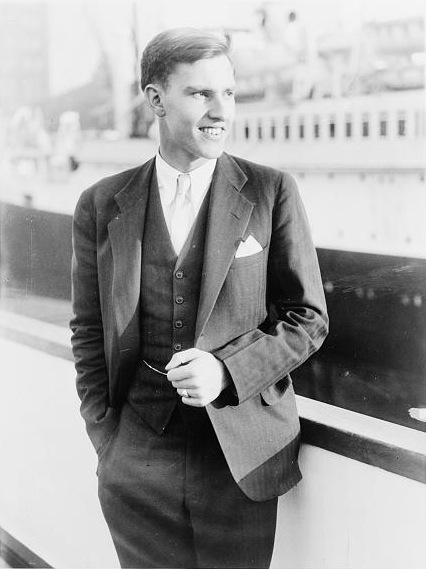
ポール・サイプル（1932年）

ポール・オールマン・サイプル（Paul Allman Siple、1908年12月18日 - 1968年11月25日）は、アメリカ合衆国の地理学者である。1928年から1930年にかけて、および1933年から1935年にかけての2回のバード遠征を含む6回の南極遠征に、ボーイスカウトアメリカ連盟を代表するイーグルスカウトとして参加した。サイプルは、イーグルスカウトであるとともにシースカウトでもあった。彼は、南極遠征について2冊の本を書いている。また、チャールズ・F・パッセルと共に風冷指数(wind chill factor)を開発した。"wind chill factor"という用語はサイプルが考案したものである。

## 生涯
サイプルは1908年12月18日にオハイオ州モントピリアで生まれた。その後、彼の一家はペンシルベニア州エリーに移り、1926年にセントラル高校を卒業した。彼は1923年に59個のメリットバッチを授与されたことでイーグルスカウトになった。1928年に全米を対象とした選抜により、彼は南極遠征隊にイーグルスカウトとして初めて選ばれ、リチャード・バードと共に彼の船・シティ・オブ・ニューヨークで航海に出た。サイプルは、1930年のドキュメンタリー映画『バード少将南極探険』(With Byrd at the South Pole)に登場した。
彼は、ペンシルベニア州ミードビルにあるアレゲニー大学に入学した。1936年12月19日にルース・アイダ・ヨハネスマイヤー(Ruth Ida Johannesmeyer)と結婚した。アレゲニー大学を卒業後、マサチューセッツ州ウースターのクラーク大学に通い、1939年にPh.D.を取得した。博士論文は「南極の気候への探検家の適応」に関するものだった。その後、キャリアのほとんどを陸軍科学局(Army Scientific Office)で過ごした。
サイプルは、第3回バード遠征であった1939年から1941年にかけてのアメリカ合衆国南極局遠征に参加した。彼はハイジャンプ作戦（米海軍南極開発計画1946–1947）にも参加し、朝鮮戦争のための寒冷装備を開発し、その後、1955年から1956年にかけての南極遠征・ディープフリーズ作戦に参加した。彼は、国際地球観測年に合わせて1956年に建設されたアムンゼン・スコット基地の科学部門の初代リーダーだった。この活動は、彼の4冊目の本である『南緯90度』(90 Degrees South)で取り上げられている。
彼は1963年に、オーストラリアとニュージーランドの大使館への初代科学駐在官に就任したが、1966年に脳卒中を起こして帰国した。
彼は1968年11月25日にバージニア州アーリントンの陸軍研究センターで亡くなった。

## サイプルに因んで命名されたもの
南極にあるサイプル海岸、サイプル島、サイプル山、サイプル山脈、サイプル研究基地はサイプルに因んで命名された。

## 賞と栄誉
サイプルはボーイスカウトアメリカ連盟から、1947年にシルバー・バッファロー章、1958年に矢の騎士団National Distinguished Service Awardを受賞した。1958年にナショナルジオグラフィック協会からハバード・メダルを受賞した。1960年には王立デンマーク地理学会からハンス・エゲーデ・メダルを受賞した。彼はまた、バード南極遠征勲章、第2次バード南極遠征勲章、米国南極遠征勲章、南極功労勲章も授与された。

## 著書
- A Boy Scout With Byrd (1931)
- Exploring at Home (1932)
- Scout to Explorer: Back with Byrd in the Antarctic (1936)
- 90 Degrees South (1959)